# Sybaguasu subcarinatum
Sybaguasu subcarinatum là một loài bọ cánh cứng trong họ Cerambycidae.